# Rued Langgaard
Rued Langgaard (Copenhague, 28 de julio de 1893-Ribe, 10 de julio de 1952) fue un compositor y organista danés.

## Biografía
Langgaard nació en Copenhague, siendo el único hijo del compositor Siegfried Langgaard y de Emma Langgaard. Sus dos padres eran pianistas, por lo que a los cinco años empezó a tomar clases de piano con su madre y posteriormente con su padre y un maestro privado. A los siete años, era capaz de tocar Davidsbündlertänze de Robert Schumann y varias mazurcas de Chopin. A los diez años, empezó a estudiar órgano bajo la tutela de Gustav Helsted, quien era el organista de la Jesuskirken en Valby. También empezó a estudiar violín con Chr. Petersen, quien había formado parte de la Det Kongelige Kapel (Real Orquesta Danesa).
A los once años, realizó su primera presentación pública, como organista en un concierto en la Frederikskirken en Copenhague. Al año siguiente, empezó a estudiar teoría musical con C.F.E. Horneman y posteriormente con Vilhelm Rosenberg.
Las primeras composiciones de Langgaard, dos canciones y dos piezas para piano, fueron publicadas cuando tenía 13 años. En ese entonces, también estudio contrapunto con el compositor Carl Nielsen. Al año siguiente, su pieza coral Musae triumphantes fue estrenada en un concierto en Copenhague, siendo este su debut como compositor. Durante su adolescencia continuó componiendo y viajó por Europa con sus padres durante las vacaciones, llegando a conocer a los directores de orquesta Arthur Nikisch y Max Fiedler.
A los 18 años, empezó a trabajar como organista asistente en la Frederikskirken en Copenhague. Al año siguiente (1913), su Sinfonía n.º 1 fue estrenada en un concierto en Berlín por la Orquesta Filarmónica de Berlín dirigida por Max Fiedler.
Después de la muerte de su padre en 1914, Langgaard trabajó como organista asistente en la Garnisons Kirke. A partir de 1917, ocupó el puesto de organista en varias iglesias en Copenhague. En 1926, contrajo matrimonio con Valborg Constance Olivia Tetens.
A pesar de haber recibido un subsidio estatal cuando tenía 30 años, las obras de Langgaard no tuvieron gran aceptación entre sus contemporáneos. No fue hasta después de 1939 que logró obtener un trabajo permanente como organista en la Catedral de Ribe. Langgaard murió en esta ciudad cuando tenía 58 años.

## Obras selectas

### Sinfonías
- Sinfonía n.º 1 "Klippepastoraler" (1911)
- Sinfonía n.º 2 "Vaarbrud" (1914)
- Sinfonía n.º 3 "Ungdomsbrus" (1916)
- Sinfonía n.º 4 "Løvfald" (1916)
- Sinfonía n.º 5 "Steppenatur" (1918)
- Sinfonía n.º 6 "Det Himmelrivende" (1920)
- Sinfonía n.º 7 "Ved Tordenskjold i Holmens Kirke" (1926)
- Sinfonía n.º 8 "Minder ved Amalienborg" (1934)
- Sinfonía n.º 9 "Fra Dronning Dagmars By" (1942)
- Sinfonía n.º 10 "Hin Torden-Bolig" (1945)
- Sinfonía n.º 11 "Ixion" (1945)
- Sinfonía n.º 12 "Hélsingeborg" (1946)
- Sinfonía n.º 13 "Undertro" (1947)
- Sinfonía n.º 14 "Morgenen" (1948)
- Sinfonía n.º 15 "Søstormen" (1949)
- Sinfonía n.º 16 "Syndflod af Sol" (1951)

### Ópera
- Antikrist (1921-1923)

### Poema sinfónico
- Snfix